# Епидемија (група)
Епидемија (рус. Эпидемия, понекад ословљаван и са „Епи“ од стране љубитеља) је руски пауер метал бенд из Москве. Бенд је 2002. године номинован на додели награда "". 

## Биографија
Бенд је основао гитариста Јуриј Мелисов. Основан је 1993. године, иако су прве песме биле писане већ током 1995. Неименовани састав је 1994. снимио демо албум Феникс на коме је Мелисов свирао гитару и певао. Име бенду је дао сам Јуриј 1995. Певач Павел Окуњев и гитариста Роман Захаров су се придружили пре снимања првог албума. На том мини-албуму, који се звао Воля к Жизни, је било снимљено свега пет песама, али је већ следеће године снимљен први студијски албум На Краю Времени. Тадашњи састав бенда, касније назван „класичним“, су чинили: Мелисов (гитара), Захаров (гитара), Окуњев (вокал), Иља Књазев (бас) и Андреј Лаптев (бубњеви). 
Током 2000. године бенд се због креативних разлика растао са Окуњевим, који је по напуштању Епидемије основао групу Арда. Заменио га је Максим „Макс“ Самосват. (Макс је касније учествовао у снимању прва два албума прогресив метал бенда Механикал поет) Са доласком новог певача се повезује и пораст популарности бенда. На првом издању по његовом доласку, Загадка Волшебной Страны, стил бенда се благо променио, поставши мелодичнији и одударајући од спид метал стандарда са првих издања. Снимљен је видео-спот за песму "Я Молился на Тебя", који се емитовао на "MTV Russia". Епидемија је учествовала на додели награда "MTV Europe", на којој је била номинована за награду „најбољи састав из Русије“, али је није освојила. Следеће године из групе је отишао Роман Захаров, кога је заменио Павел „Буш“ Бушујев. Бубњар Лаптев је започео соло-каријеру као певач и уместо њега је дошао Дмитриј Кривенков.
Са новим саставом, Мелисов је започео рад на концептуалној метал-опери. Првобитна намера је била да албум уради на либрето серијала "Драгонленс", али нису добили право од аутора серијала. Упркос томе, прича метал-опере је, иако писана као посебно дело, ипак личила на „Драгонленс“. У снимању албума Эльфийская Рукопись су учествовали певачи из група Арија, Арида вортекс, Црни обелиск, Мастер и Бони НЕМ. По изласку албума и његове промоције на фестивалу „Петак тринаести" популарност Епидемије је значајно порасла. Песма "Пройди свой путь" је месец дана била на првом месту топ-листе руске радио-станице „Наш радио“. 
Наредне године бенд је издао компилацијски албум Жизнь в Сумерках, на којем су објавили поново снимљене верзије песама са прва два албума. Максов глас је дао снажан допринос квалитету самих песама. Током снимања албума, у бенду је опет дошло до смене, те је Иља Мамонтов заменио Бушујева. 
Почетком 2006. године је издат званични mp3-каталог са издањима од 1998. до 2005. године, а већ крајем кодине дупли концертни ДВД Хроники Сумерек, поводом десетогодишњице постојања.
У децембру 2007. године Епидемија издаје други део своје метал-опере: Эльфийская рукопись 2: Сказание на все времена. И приликом снимања овог албума, придружили су им се гости са првог албума уз пар додатних. Албум је промовисан 3. децембра 2007. године на стадиону Лужњики у Москви.

## Састав

### Садашња постава
- Јуриј Мелисов - соло-гитара
- Иља Мамонтов - ритам-гитара
- Дмитриј Кривенков - бубњеви
- Дмитриј Иванов - клавијатуре

### Бивши чланови
- Роман Захаров - гитара
- Павел Окуњев - вокал
- Иља Књазев - бас-гитара
- Андреј Лаптев - бубњеви
- Павел Бушујев - гитара
- Максим Самосват - вокал
- Иван Изотов - бас-гитара

## Дискографија
| Име албума | Превод                                    | Тип                             | Година |
| ---------- | ----------------------------------------- | ------------------------------- | ------ |
|            | Феникс                                    | демо-албум                      | 1994   |
|            | Воља за животом                           | мини-албум                      | 1998   |
|            | На крају времена                          | студијски албум                 | 1999   |
|            | Загонетка зачаране земље                  | студијски албум                 | 2001   |
|            | Вилењачки рукопис                         | метал-опера, концептуални албум | 2004   |
|            | Живот у сумраку                           | компилација                     | 2005   |
|            | Вилењачки рукопис: Легенда за сва времена | метал-опера, концептуални албум | 2007   |
|            | Анђео сумрака                             | мини-албум                      | 2009   |
|            | ?                                         | студијски албум                 | 2010   |
|            | ?                                         | метал-опера, концептуални албум | 2014   |